# 皮德維索凱 (利維夫州)
參數所指定的目標頁面不存在，建議更正成存在頁面或直接建立下列一個頁面（建立前請先搜尋是否有合適的存在頁面可以取代）：
- 皮德維索凱

49°39′53″N 24°27′8″E / 49.66472°N 24.45222°E
皮德維索凱（羅馬化：Pidvysoke）是烏克蘭西部的村莊，隸屬利維夫州的利維夫區。該村始建於1635年，面積1.12平方公里，海拔高度368米，2001年人口79，人口密度每平方公里70.54人。